# Locul fosilifer Pietricica

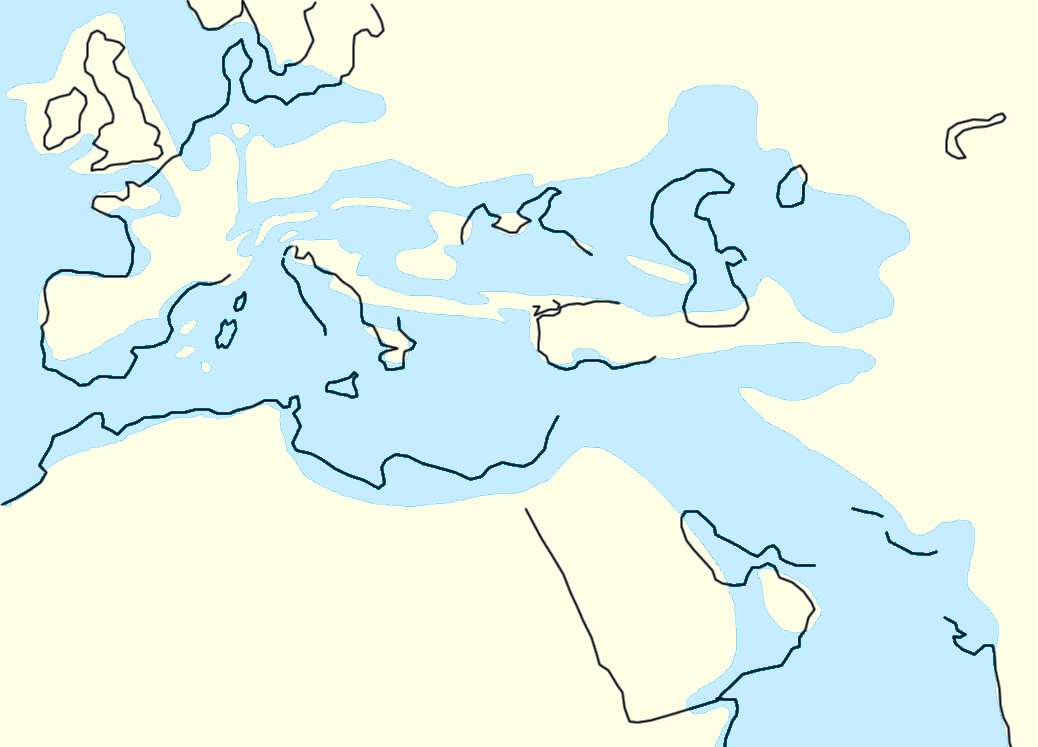
Marea Paratethys în Rupelian (prima perioadă a Oligocenului 33,9-28,4 m.a. î.e.n)

Locul fosilifer Pietricica este o arie protejată de interes național ce corespunde categoriei a IV-a IUCN (rezervație naturală de tip paleontologic) situată în județul Neamț, pe teritoriul administrativ al orașului Piatra Neamț.

## Localizare
Aria naturală cu o suprafață de 39,50 hectare se află în partea centrală a județului Neamț și în cea estică a orașului Piatra Neamț, pe versanții Culmii Pietricica, ocupând partea centrală a acestuia la intersecția paralelei de 46° 55’ 778’’ latitudine nordică cu meridianul 26° 22’ 845’’ longitudine estică.
Delimitarea pleacă de pe latura nordică de la altitudinea de 349 m, urcă până la aproximativ 495 m după care se urmărește curba de nivel până în punctul cel mai estic situat la 350 m altitudine. Pe latura sudică se urmărește aproximativ curba de nivel de 360 m până se închide cu primul punct de 349 m.

## Descriere
Rezervația reprezintă o zonă colinară de interes paleontologic unde, în stratele de roci sedimentare constituite din nisipuri gresii și marne s-au descoperit resturi fosile de pești atribuite Oligocenului, caracteristice zonelor cu un climat subtropical ale acestei perioade. Arealul menționat a fost situat în era respectivă pe fundul Mării Paratethys
Zona de protecție integrală este reprezentată de punctul fosilifer din spatele Grupului Școlar G. Cartianu și de 75% din versanții sudici și vestici ai rezervației.
S-au identificat două puncte fosilifere semnificative: unul situat pe latura sud-estică și aflat la 200 m în spatele Grupului școlar „G. Cartianu” - compartiment afectat de o falie care face să dispară nivelul marnelor brune, iar celălalt pe versantul nord- vestic în grohotișurile de la baza torenților - lucru care demonstrează faptul că atât în marne bituminoase cât și în disodile, fosilele nu sunt distribuite în aglomerări sau cuiburi.
Fosilele identificate aici pot fi vizionate la Muzeul de Științe Naturale din Piatra Neamț.

## Istoric
Inițial, rezervația a fost declarată arie de interes local în 1971. În 1992 Academia Română publica lista ariilor protejate din județul Neamț, listă în care se regăseau cele 2 zone ca fiind clasificate conform nomenclaturii IUCN.
Declararea ca zonă protejată de interes zonal s-a făcut totuși ulterior în 1994, iar la nivel național a fost declarată  arie protejată în anul 2000, prin Legea Nr.5 din 6 martie (privind aprobarea Planului de amenajare a teritoriului național - Secțiunea a III-a - zone protejate)
Atât custodia rezervației cât și proprietatea terenului, aparțin (2011) de Primăria Municipiului Piatra Neamț.

## Zona fosiliferă Piatra Neamț
În arealul orașului sau limitrof acestuia, s-au identificat 4 zone fosilifere: Cozla, Cernegura, Pietricica și Agârcia.

### Contextul geologic
Contextul geologic fosilifer este constituit din stive de roci moi groase de aproximativ 100 m formate în adâncurile Mării Paratethys. O particularitate a acesteia avea să determine conservarea în straturile de sedimente a corpurilor animalelor moarte. Astfel spre diferență de alte mări și oceane, datorită unor particularități ale reliefului submarin Paratethys nu beneficia de existența unui circuit eficient de oxigenare a straturilor de apă de adâncime. În lipsa oxigenului lipseau și microorganismele care să descompună cadavrele, în absența unor procese biologice de descompunere materia organică respectivă pornind pe drumul fizico-chimic lung, la capătul căruia se află petrolul. Această transformare în zonele fosilifere s-a blocat într-o fază incipientă. Cernute foarte fin, sedimentele s-au depus peste corpurile ființelor, generând o rocă deosebită care se desface sub muchia ciocanului geologic în foi subțiri - asemenea foilor unei cărți.
Fauna marină fosilă găsită aici  este foarte bogată, acoperind toate nișele ecologice disponibile - de la apele de litoral până la cele mai adânci zone propice vieții. Astfel numai Profesorul Ion Th. Simionescu (întemeietorul școlii paleontologice românești) a descris 9 genuri și opt specii noi, iar în monografia din 1977 Ciobanu a descris 26 de familii, 44 de genuri și 69 de specii de pești fosili, din care 29 noi. Înafară de pești, în zona Piatra Neamț s-au mai descoperit fosile de crabi și alte crustacee înrudite, fosile de broaște țestoase precum și fosile aviare.

### Istoricul zonei
Cercetările paleontologice au început în zona orașului Piatra Neamț din 1883, nume precum Leon Cosmovici (sec. XIX), Mircea Paucă, biologul Mihai Ciobanu (a doua jumătate a sec. XX) fiind strâns legate de descoperirile făcute aici.
S-au publicat monografii precum Păturele cu pești din Munții Pietricica și Cozla - Districtul Neamț. Orașul Peatra (Leon Cosmovici, 1887), Fauna fosilă din oligocenul de la Piatra Neamț (Ciobanu Mihai, 1977) și multiple articole, printre care cele ale Facultății de Geologie din Iași ocupă un loc dominant.

### Zone similare din România
Din România "Acvariul de Piatră" din zona orașului Piatra Neamț este cel mai mare și mai complex. Zone smiliare se găsesc în Moldova la Gura Humorului (aici s-a găsit de exemplu un pește de 1,8 m de către paleontologul Th. Brustur), în Muntenia lângă Câmpulung (număr de specii mai restrâns, situație însă mai complexă deoarece aici s-ai găsit și fosile de arbori, precum și amprente fosilizate de fulgi și pene ale unor păsări)